# Hydaticus dregei
Hydaticus dregei är en skalbaggsart som beskrevs av Aubé 1838. Hydaticus dregei ingår i släktet Hydaticus och familjen dykare. Inga underarter finns listade i Catalogue of Life.